# Sentica felderi
Sentica felderi är en fjärilsart som beskrevs av Scott 1865. Sentica felderi ingår i släktet Sentica och familjen säckspinnare. Inga underarter finns listade i Catalogue of Life.